# 孫慈
孫慈（16世紀—17世紀），字虛白，湖廣黃州府蘄水縣人，明朝政治人物。

## 生平
孫慈是萬曆二十二年（1594年）的舉人，授灤州知州，任內裁去冗費、革除浮役、開墾荒田、抑壓豪強，離任後人民都思念他，立祠撰碑紀念，入祀名宦祠，改任無為知州，到任很快清理積壓案件，判案總令雙方折服，在墨池親自考核諸生，當中提拔的士子都能登第，和州有盜賊攀附本州良民，捉拿者視為奇貨，他只用數句話令對方流下汗說：「真神明！」半年內人民幾乎再無訴訟，吏役多投牒辭職，又給予八十歲以上老人粟帛，親自到其家送上食物，撫恤孤苦視民如子，辭官回鄉後分出俸祿為兄長置產，居喪時骨立守禮十分嚴格。

## 引用
1. 1 2  光緒《蘄水縣志·卷十二·人物志》：孫慈，字虛白，萬厯甲午舉人，性孝友，初守灤州多惠政，繼補無為州廉能無雙，分清俸先為其兄置產，居喪骨立守禮甚嚴。
2. ↑  光緒《灤州志·卷十四·官師列傳》：孫慈，湖廣蘄水人，由舉人萬厯三十四年之州任，裁冗費、革浮役、墾荒田、抑強暴，去後民思，立祠撰碑，祀名宦。
3. ↑  嘉慶《無為州志·卷十四·職官志》：孫慈，字生白，湖廣蘄水人，由舉人任知州，明敏確練，涖任初案牘山積剖決如流，詞訟不煩言兩情俱服，試士拔其尤，課於墨池親為殿最，後登春秋榜者皆所賞識，有和州盜扳本州良民，勾提者視為奇貨，公數言折之汗下曰：「真神明也！」閱半載民幾無訟，吏役多投牒退，實稱循吏。
4. ↑  光緒《續修廬州府志·卷二十八·名宦傳三》：孫慈，字生白，蘄水人，知無為州，莅任初六曹案牘山擁以進，慈剖決如流，詞訟紛呶不煩數言，兩造俱服；課士於墨池親為殿最，有和州盜扳及本州良民，勾提者視為奇貨，將屬饜焉，至州墀趦趄不敢進，慈詢數言立釋之隸駭，服閱半載民幾無訟，諸役至投牒告退，民八十以上者致粟帛，親詣其閭為進食焉，恤孤賑貧視民如子。 明崇禎志